# 卢卡斯·扬松·瓦格赫纳
卢卡斯·扬松·瓦格赫纳（Lucas Janszoon Waghenaer，约1534年—约1605年），文艺复兴时期欧洲地理学家之一。他主要活动于16世纪中后期，擅常制图工作，他的航海图集《航海宝鉴》（Spieghel der zeevaerdt）出版于1584年。